# Chama
|  | Aquest article tracta sobre la vila a l'estat de Nou Mèxic. Si cerqueu la ciutat de Ghana, vegeu «Shama». |

Chama és una vila del Comtat de Rio Arriba a l'estat de Nou Mèxic. Segons el cens del 2000 tenia 1.199 habitants.

## Demografia
Segons el cens del 2000, Chama tenia 1.199 habitants, 467 habitatges, i 312 famílies. La densitat de població era de 180,8 habitants per km².
Dels 467 habitatges en un 30,8% hi vivien nens de menys de 18 anys, en un 49,5% hi vivien parelles casades, en un 12% dones solteres, i en un 33% no eren unitats familiars. En el 26,3% dels habitatges hi vivien persones soles el 8,8% de les quals corresponia a persones de 65 anys o més que vivien soles. El nombre mitjà de persones vivint en cada habitatge era de 2,57 i el nombre mitjà de persones que vivien en cada família era de 3,13.
Per edats la població es repartia de la següent manera: un 26,6% tenia menys de 18 anys, un 6,7% entre 18 i 24, un 26,3% entre 25 i 44, un 28,2% de 45 a 60 i un 12,3% 65 anys o més.
L'edat mediana era de 38 anys. Per cada 100 dones de 18 o més anys hi havia 90,1 homes.
La renda mediana per habitatge era de 30.513 $ i la renda mediana per família de 31.983 $. Els homes tenien una renda mediana de 27.167 $ mentre que les dones 20.054 $. La renda per capita de la població era de 16.670 $. Aproximadament l'11,9% de les famílies i el 17,9% de la població estaven per davall del llindar de pobresa.

## Poblacions més properes
El següent diagrama mostra les poblacions més properes.